# 細川晴賢
細川 晴賢（ほそかわ はるかた）は、戦国時代の武将。細川典厩家（政賢流）当主。

## 生涯
細川澄賢の子として誕生。元服時に第12代将軍・足利義晴より「晴」の一字を賜って晴賢と名乗る。
父・澄賢に引き続き、細川高国と敵対する陣営で活動する。大永6年（1526年）に晴国方の典厩家当主・細川尹賢の讒言で香西元盛が誅殺されると、その兄弟の波多野元清・柳本賢治が高国から離反。同年12月、それに応じて挙兵した細川晴元方の先陣として、細川元常、三好長家・政長兄弟らとともに阿波から堺へと渡海した。
享禄4年（1531年）の大物崩れの戦いにおいても晴元方として出陣している。
この後、天文8年（1539年）に右馬頭の官途を得た。
天文17年（1548年）、細川晴元の下で頭角を現した三好長慶は対立する三好政長の成敗を晴元に求め、それを拒否されると晴元に反旗を翻した。翌18年（1549年）3月に晴賢と三好政長の軍勢の籠る柴島城を長慶は攻め、敗れた晴賢らは城を明け渡した。
同年9月には葛西晴胤に対し将軍・義晴から偏諱を受けたことへの祝儀を送るなどその活動が見えるが、この頃に使用したものと同じ花押を据えた奉加帳が讃岐国にあり、晴賢は四国に落ち延びたものと考えられる。